# Rolfing
Rolfing este o formă de medicină alternativă care se referă la manipularea țesutului conjunctiv profund. Numele sau vine de la cea care a inventat-o, Ida Paulina Rolf.